# Správní obvod obce s rozšířenou působností Šlapanice
Správní obvod obce s rozšířenou působností Šlapanice je od 1. ledna 2003 jedním ze sedmi správních obvodů rozšířené působnosti obcí v okrese Brno-venkov v Jihomoravském kraji. Čítá 40 obcí.
Správní obvod ORP Šlapanice zahrnuje část nejbližšího okolí Brna, jedná se v podstatě o jeho suburbium. Má tři územně nespojité části: větší východní (včetně obce Vranov propojené se zbytkem části jediným hraničním bodem), menší jihozápadní a mezi nimi samostatně se nacházející obec Rebešovice. Z důvodu lepší dostupnosti má městský úřad Šlapanice pracoviště i přímo v Brně, tedy mimo správní území správního obvodu ORP.
Město Šlapanice je zároveň obcí s pověřeným obecním úřadem, přičemž oba správní obvody jsou územně totožné.

## Seznam obcí
Poznámka: Města jsou vyznačena tučně, městyse kurzívou.
- Babice nad Svitavou
- Bílovice nad Svitavou
- Blažovice
- Březina
- Hajany
- Hostěnice
- Jiříkovice
- Kanice
- Kobylnice
- Kovalovice
- Modřice
- Mokrá-Horákov
- Moravany
- Nebovidy
- Ochoz u Brna
- Omice
- Ořechov
- Ostopovice
- Podolí
- Ponětovice
- Popůvky
- Pozořice
- Prace
- Prštice
- Radostice
- Rebešovice
- Řícmanice
- Silůvky
- Sivice
- Sokolnice
- Střelice
- Šlapanice
- Telnice
- Troubsko
- Tvarožná
- Újezd u Brna
- Velatice
- Viničné Šumice
- Vranov
- Želešice

## Obyvatelstvo
| Rok  | Obyv.  | ± %     |
| ---- | ------ | ------- |
| 1869 | 27 946 | —       |
| 1880 | 30 042 | +7,5 %  |
| 1890 | 33 561 | +11,7 % |
| 1900 | 35 680 | +6,3 %  |
| 1910 | 40 216 | +12,7 % |

| Rok  | Obyv.  | ± %     |
| ---- | ------ | ------- |
| 1921 | 42 132 | +4,8 %  |
| 1930 | 47 347 | +12,4 % |
| 1950 | 47 769 | +0,9 %  |
| 1961 | 50 836 | +6,4 %  |
| 1970 | 51 098 | +0,5 %  |

| Rok  | Obyv.  | ± %     |
| ---- | ------ | ------- |
| 1980 | 53 421 | +4,5 %  |
| 1991 | 49 674 | −7 %    |
| 2001 | 51 197 | +3,1 %  |
| 2011 | 63 070 | +23,2 % |
| 2021 | 71 643 | +13,6 % |